# Теремок (казка)
«Теремок» — російська народна казка. Інші назви: «Терем мухи», «Терем мишки», «Дімок», «Череп-терем», «Звірі в решеті», «Решето», «Вошина хата». Подібна до української народної казки «Рукавичка».

## Різновиди
Казка оброблялася В. Далем, О. Толстим, М. Булатовим, А. Усачовим, В. Сутєєвим та іншими.

## Оповідь

### Російський народний сюжет (істинний)
Побудувала муха терем і стала там жити. Далі до неї підселяються блоха-пострибуха, комар-пискун, мишка-шкряботушка, жабка-скрекотуха, зайчик-стрибайчик, лисичка-сестричка, вовчище-сірий хвостище. Але тут приходить ведмідь клишоногий, який не поміщається в теремку і через це вирішує жити на даху, внаслідок чого будиночок руйнується. Інші звірі ледве рятуються. Отож звірі почали жити в лісі.

### Переказ А. Толстого
Їхав чоловік з горщиками й втратив один. Прилетіла муха-горюха і стала там жити. До неї приєднуються комар-пискун, мишка-погризуха, жабка-скрекотуха, зайчик-кривоніг по гірці стриб, лиса — при бесіді краса, вовк-вовкун з-за куща хапун. Однак незабаром приходить ведмідь і тисне на горщик, у такий спосіб розлякуючи звірів.

### Оповідь М. Булатова (зустрічається часто)
У полі стоїть хатинка. Повз пробігає мишка-шкряботушка і вирішує, що тепер це її будиночок. Незабаром з нею разом починають мешкати жабка-скрекотуха, зайчик-стрибайчик, лисичка-сестричка, вовчок-сірий бочок. Однак повз проходить ведмідь клишоногий і руйнує теремок. Звірі залишаються цілими й неушкодженими, починають будувати новий теремок. І вибудовують краще колишнього!

### Переказ В. Сутєєва
«Літала Муха по лісі, втомилася, сіла на гілочку відпочити та раптом побачила: серед лісу в густій траві стоїть…терем-теремок!» Отож вирішила Муха жити в цьому теремку. Незабаром до неї приходять Мишка-Шкряботушка, Жабка-Скрекотушка, Півунець-Золотий Гребінець і Зайчик-Пострибайчик. Ведмідь також бажає жити в теремку. Він лізе на дах і ламає будиночок. Однак «клишоногий» вибачається за своє діяння, а звірі його прощають. Потім вони всі разом будують новий теремок, в якому залишається місце і для гостей! Тож вони звели новий теремок де помістилися всі й могло поміститися навіть більше.

## Образність постатей тварин
- Жаба — мешканка двох стихій: Землі і Води. У старовинних народних переказах говориться: «Жаби — це колишні люди, затоплені всесвітнім потопом»
- Заєць — герой слабкий, але хитрий. Він часто є уособленням боягузтва.
- Півень — виглядає двояко. У багатьох казкових оповідях півень показується легковажним, в інших же постає мудрим помічником своїх друзів.
- Миша — знак працьовитості та доброти, добробуту будинку.
- Лисиця — означує хитрість.
- Вовк — як зло.
- Ведмідь — тварина священна, однак нерідко пов'язується з руйнуванням.

## Основні ознаки
- Наділення внутрішнього простору теремка певною життєвістю (гостинність, поступливість).
- Байдужість до особливостей «теремка»: до його вигляду, передісторії тощо.
- Байдужість до того, що відбувається всередині й ззовні теремка.
- Обов'язкова наявність прізвиськ казкових героїв.
- Вишиковування персонажів за розміром, від найменшого до найбільшого.
- Умисне перебільшення місткості внутрішнього простору помешкання.
- Ведмідь завжди руйнівник.
- Обмеженість оповіді казки подіями появи й руйнування теремка (казкове дійство розгортається між цими межами); байдужість до долі дійових осіб до і після[1] цих меж.

## Екранізації та постановки
- «Теремок» — мальований мультфільм 1937 року.
- «Теремок» — мальований мультфільм 1945 року.
- «Терем-теремок» — мультфільм 1971 року за сценарієм С. Сутєєва.
- «Теремок» — ляльковий мультфільм 1995 року.